# Valérie Milea Ita
Valérie Milea Ita, née le 29 décembre 1980 à Nouméa (Nouvelle-Calédonie) est une basketteuse en fauteuil roulant française qui évolue actuellement au club de Élan Chalon. Elle avait joué de 2011 à 2017 au club de Thonon Basket Handisport jusqu'à la dissolution de l'équipe à la fin du championnat 2016-2017. Elle fait aussi partie de l'équipe de France de handibasket féminine.

## Clubs
- 2011-2012 :  Thonon Basket Handisport, division nationale 1B[2]
- 2012-2013 :  Thonon Basket Handisport, division nationale 1B
- 2013-2014 :  Thonon Basket Handisport, division nationale 1B, promotion en nationale 1A
- 2014-2015 :  Thonon Basket Handisport, division nationale 1A
- 2015-2016 :  Thonon Basket Handisport, division nationale 1A
- 2016-2017 :  Thonon Basket Handisport, division nationale 1A
- 2017-2018 :  Élan Chalon, division nationale 1B[3]
- 2018-2019 :  Élan Chalon, division nationale 1B

## Carrière internationale
En tant que membre de l'équipe nationale de handibasket, Milea a participé aux compétitions suivantes :
- 2002 : Championnat du Monde
- 2005 : Championnat d'Europe
- 2006 : Championnat du Monde
- 2007 : Championnat d'Europe
- 2009 : Championnat d'Europe
- 2011 : Championnat d'Europe
- 2012 : Jeux paralympiques de Londres